# Střížovice (stacja kolejowa)
Střížovice – stacja kolejowa w miejscowości Střížovice, w kraju południowoczeskim, w Czechach. Znajduje się na linii 229 Jindřichův Hradec – Nová Bystřice, na wysokości 535 m n.p.m..  

## Linie kolejowe
- 229: Jindřichův Hradec – Nová Bystřice